# 26. Goya-gála
A 26. Goya-gála során a 2011-ben bemutatott spanyol filmeket értékelték. A jelölteket az Academy of Cinematographic Arts and Sciences of Spain választotta ki. A madridi Palacio Municipal de Congresosban tartott ceremóniát a Televisión Española közvetítette 2012. február 19-én. A műsor házigazdája Eva Hache volt. A jelöltek listáját 2012. január 10-én hozták nyilvánosságra. A gála során Josefina Molina kapta meg a tiszteletbeli Goya-díjat.

## Győztesek és jelöltek
A nyertesek félkövérrel jelölve.

### Fő díjak
| Legjobb film | Legjobb rendező |
| --- | --- |
| - Nincs kegyelem - Butch Cassidy visszatér - A bőr, amelyben élek - Az alvó hang | - Enrique Urbizu – Nincs kegyelem - Pedro Almodóvar – A bőr, amelyben élek - Mateo Gil – Butch Cassidy visszatér - Benito Zambrano – Az alvó hang                                                            |
| Legjobb férfi főszereplő | Legjobb női főszereplő |
| - José Coronado – Nincs kegyelem - Antonio Banderas – A bőr, amelyben élek - Daniel Brühl – Eva - Luis Tosar – Amíg alszol                                                                          | - Elena Anaya – A bőr, amelyben élek - Inma Cuesta – Az alvó hang - Verónica Echegui – Katmandu - Tükör az égen - Salma Hayek – La chispa de la vida                                                         |
| Legjobb férfi mellékszereplő | Legjobb női mellékszereplő |
| - Lluís Homar – Eva - Raúl Arévalo – Laza esküvő - Juanjo Artero – Nincs kegyelem - Juan Diego – 23-F: la película                                                                                  | - Ana Wagener – Az alvó hang - Pilar López de Ayala – Betolakodók - Goya Toledo – Maktub - Maribel Verdú – De tu ventana a la mía                                                                            |
| Legjobb új színész | Legjobb új színésznő |
| - Jan Cornet – A bőr, amelyben élek - Marc Clotet – Az alvó hang - Adrián Lastra – Laza esküvő - José Sánchez Mota – La chispa de la vida                                                           | - María León – Az alvó hang - Alba García – Verbo - Michelle Jenner – No tengas miedo - Blanca Suárez – A bőr, amelyben élek                                                                                 |
| Legjobb eredeti forgatókönyv | Legjobb adaptált forgatókönyv |
| - Nincs kegyelem – Enrique Urbizu, Michel Gaztambide - Butch Cassidy visszatér – Miguel Barros - Eva – Martí Roca, Sergi Belbel, Cristina Clemente, Aintza Serra - Éjfélkor Párizsban – Woody Allen | - Ráncok – Ángel Cruz, Ignacio Ferreras, Paco Roca, Rosanna Cecchini - Katmandu - Tükör az égen – Icíar Bollaín - A bőr, amelyben élek – Pedro Almodóvar - Az alvó hang – Benito Zambrano, Ignacio del Moral |
| Legjobb iberoamerikai film | Legjobb európai film |
| - Kínai, elvitelre – Argentína - Boleto al paraíso – Kuba - Miss Bala – Mexikó - Violeta: Köszönet az életnek – Chile                                                                               | - The Artist – A némafilmes – Franciaország - Jane Eyre – Egyesült Királyság - Melankólia – Dánia - Az öldöklés istene – Franciaország                                                                       |
| Legjobb új rendező | Legjobb animációs film |
| - Kike Maíllo – Eva - Paco Arango – Maktub - Eduardo Chapero-Jackson – Verbo - Paula Ortiz – De tu Ventana a la Mía                                                                                 | - Ráncok - Cartago Nova - Papá, soy una zombi - El pequeño mago |

### Egyéb díjak
| Legjobb operatőr | Legjobb vágás |
| --- | --- |
| - Butch Cassidy visszatér – Juan Antonio Ruiz Anchía - Eva – Arnau Valls Colomer - A bőr, amelyben élek – José Luis Alcaine - Nincs kegyelem – Unax Mendia                                                                                 | - Nincs kegyelem – Pablo Blanco - Butch Cassidy visszatér – David Gallart - Eva – Elena Ruiz - A bőr, amelyben élek – José Salcedo |
| Legjobb látványtervezés | Legjobb gyártásvezető |
| - Butch Cassidy visszatér – Juan Pedro de Gaspar - Eva – Laia Colet - A bőr, amelyben élek – Antxón Gómez - Nincs kegyelem – Antón Laguna                                                                                                  | - Butch Cassidy visszatér – Andrés Santana - Eva – Toni Carrizosa - A bőr, amelyben élek – Toni Novella - Nincs kegyelem – Paloma Molina |
| Legjobb hang | Legjobb vizuális effektusok |
| - Nincs kegyelem – Marcos de Oliveira, Nacho Royo-Villanova - Butch Cassidy visszatér – Daniel Fontrodona, Marc Orts, Fabiola Ordoy - Eva – Rossinyol, Tarragó, Marc Orts - A bőr, amelyben élek – Iván Marín, Marc Orts, Pelayo Gutiérrez | - Eva – Arturo Balseiro, Lluis Castells - Betolakodók – Raúl Romanillos, David Heras - A bőr, amelyben élek – Reyes Abades, Eduardo Díaz - Nincs kegyelem – Raúl Romanillos, Chema Remacha |
| Legjobb jelmeztervezés | Legjobb smink |
| - Butch Cassidy visszatér – Clara Bilbao - A bőr, amelyben élek – Paco Delgado - Az alvó hang – María José Iglesias García - Nincs kegyelem – Patricia Monné                                                                               | - A bőr, amelyben élek – Karmele Soler, David Martí, Manolo Carretero - Butch Cassidy visszatér – Ana López-Puigcerver, Belén López-Puigcerver - Eva – Concha Rodríguez, Jesús Martos - Nincs kegyelem – Montse Boqueras, Nacho Díaz, Sergio Pérez                                                 |
| Legjobb eredeti filmzene | Legjobb eredeti dal |
| - A bőr, amelyben élek – Alberto Iglesias - Butch Cassidy visszatér – Lucio Godoy - Eva – Evgueni Galperine, Sacha Galperine - Nincs kegyelem – Mario de Benito                                                                            | - "Nana de la Hierbabuena" (Carmen Agredano) – Az alvó hang - "Debajo del Limón" (Paul Ortiz, Pachi García 'Alis') – De tu Ventana a la Mía - "Nuestra Playa Eres Tú" (Jorge Pérez Quintero, Borja Jiménez Mérida, Patricio Marín Díaz) – Maktub - "Verbo" (Pascal Gaigne, Ignacio Fornés) – Verbo |
| Legjobb rövidfilm | Legjobb animációs rövidfilm |
| - El barco pirata - El premio - Matar a un niño - Meine Liebe | - Birdboy - Ella - Zeinek gehiago iraun - Rosa |
| Legjobb dokumentumfilm | Legjobb rövid dokumentumfilm |
| - Escuchando al juez Garzón - 30 Años de oscuridad - El cuaderno de barro - Morente. El barbero de Picasso | - Regreso a Viridiana - Alma - Nuevos tiempos - Virgen negra |

## Fordítás
- Ez a szócikk részben vagy egészben  a(z)   26th Goya Awards című angol Wikipédia-szócikk fordításán alapul.  Az eredeti cikk szerkesztőit annak laptörténete sorolja fel. Ez a jelzés csupán a megfogalmazás eredetét és a szerzői jogokat jelzi, nem szolgál a cikkben szereplő információk forrásmegjelöléseként.